# أنزيك (تقي)
أنزيك هي إحدى مشيخات المملكة المغربية، تتبع جغرافيا لعمالة أكادير إدا وتنان وإداريًا لتقي. يقدر عدد سكانها بـ 2121 نسمة حسب الإحصاء الرسمي للسكان والسكنى لسنة 2004.